# 726
Évszázadok: 7. század – 8. század – 9. század
Évtizedek: 670-es évek – 680-as évek – 690-es évek – 700-as évek – 710-es évek – 720-as évek – 730-as évek – 740-es évek – 750-es évek – 760-as évek – 770-es évek
Évek: 721 – 722 – 723 – 724 –  725 – 726 – 727 – 728 – 729 – 730 – 731

## Események

### Európa
- Kitör Szantorini vulkánja, a szökőár és a hamufelhő súlyos károkat okoz az Égei-tenger szigetein és a partvidéken. III. León bizánci császár úgy értelmezi az eseményt, hogy a bálványimádás miatt Isten haragja sújtott le rájuk és elkezdi képromboló rendeleteinek kiadását. Első lépésként a császári palota főkapuja feletti Krisztus-képet cserélteti le egy feszületre.
- Meghal Marcello Tegalliano, Velence második dózséja. A képromboló rendeletek miatt lázongó polgárok a császár akarata ellenére Orso Ipatót választják meg a helyére.
- Abbo provence-i főnemes megalapítja Torinóban a novalesai apátságot.
- Wessex királya, az idős Ine lemond trónjáról Æthelheard javára és feleségével együtt Rómába zarándokol, ahol később meghal.
- Eochaid mac Echdach elűzi trónjáról a skóciai Dál Riata királyát, Dúngal mac Selbaigot.

### Omajjád Kalifátus
- Hisám kalifa féltestvére, Maszlama ibn Abd al-Malik folytatja anatóliai portyázásait és kifosztja Kaiszareia városát.
- Anbasza ibn Szuhajm al-Kalbí al-andaluszi kormányzó meghal galliai hadjárata során. Utódja Udhra ibn Abd Allah al-Fihri, aki vissza visszavonja a csapatokat Septimaniába. Fél évvel később a kalifa leváltja és Jahja ibn Szalama al-Kalbít nevezi ki a helyére.
- A mai Jordánia területén földrengés dönti romba Dzseras városát.

### Japán
- Sómu császár először rendez országos szumóbajnokságot; egyúttal meghatározzák a pontos szabályokat és az engedélyezett technikákat.

## Születések
- Friauli Szent Paulinus, költő, teológus

## Halálozások
- Anbasza ibn Szuhajm al-Kalbí, arab hadvezér
- Marcello Tegalliano, velencei dózse

## Fordítás
- Ez a szócikk részben vagy egészben  a(z)   726 című angol Wikipédia-szócikk ezen változatának fordításán alapul.  Az eredeti cikk szerkesztőit annak laptörténete sorolja fel. Ez a jelzés csupán a megfogalmazás eredetét és a szerzői jogokat jelzi, nem szolgál a cikkben szereplő információk forrásmegjelöléseként.